# Екатерининский зал (Большой Кремлёвский дворец)
Екатери́нинский зал (Зал о́рдена Свято́й Екатери́ны) — зал, расположенный в западном крыле Большого Кремлёвского дворца. Построен в 1838—1849 годах по проекту архитектора Константина Тона и является частью анфилады гербовых парадных помещений. Назван в честь женского ордена Святой Екатерины, основанного Петром I в 1714 году.

## История

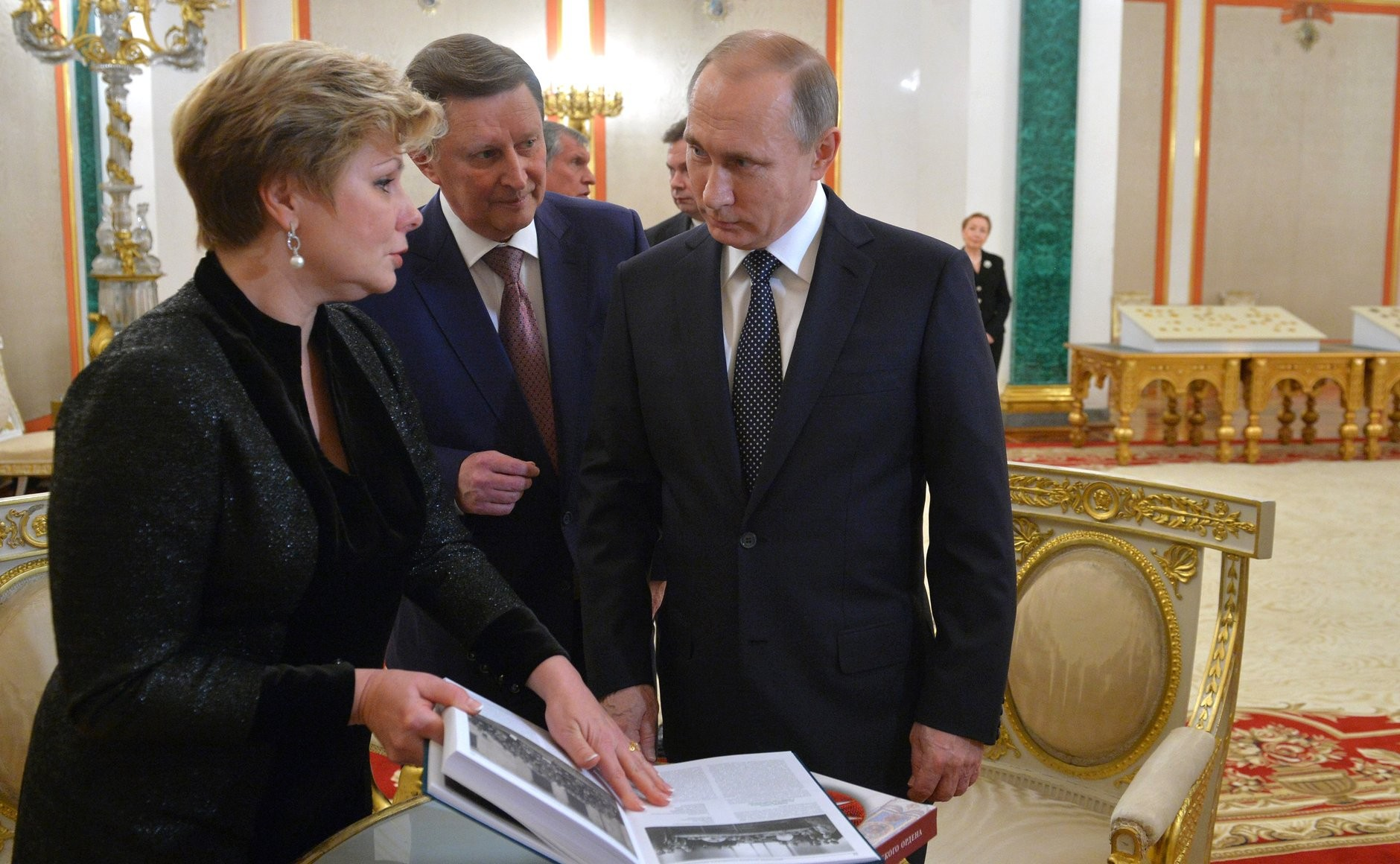
Владимир Путин и директор музеев Кремля Елена Гагарина в Екатерининском зале Большого Кремлёвского дворца, 2015 год

До строительства Большого Кремлёвского дворца на месте его западного крыла находилось здание приказов Большого дворца, которое использовали для размещения правления придворной частью и хранения дворцового архива. В 1838—1849 годах под руководством архитектора Константина Тона на территории Кремля возвели Большой Кремлёвский дворец, ставший главной резиденцией императорской семьи во время пребывания в Москве.
По замыслу императора Николая I парадные залы комплекса были посвящены военным орденам Российской империи и каждое помещение соответствовало символике награды. Екатерининский зал получил своё название по женскому ордену Святой Екатерины. Он был учреждён Петром I в 1714 году в честь его супруги. По одной из версий, во время неудачного Прутского похода Екатерина Алексеевна пожертвовала драгоценности для подкупа турецкого главнокомандующего. Тем не менее ряд историков не подтверждает эту информацию.
Екатерининский зал вместе с другими парадными помещениями дворца освятили в апреле 1849 года. Во время пышного празднования присутствовали председатели Государственного совета, крёстный ход возглавил московский митрополит Филарет с членами императорской семьи. На торжественный ужин были приглашены представители всех знатных родов, двадцать тысяч билетов раздали желающим. Зал предназначался для сбора придворных чинов, а также кавалергардского полка в парадных мундирах.
В XIX веке Екатерининский зал служил тронным для императриц Российской империи, в нём же проходили приёмы в честь коронаций российских императоров. При «Высочайших выходах» в помещении собирались придворные чины, «имеющие вход за кавалергардов», и кавалерственные дамы. К коронации Александра II в 1856 году зал украсили шестью хрустальными канделябрами, два из которых перевезли из Концертного зала Зимнего дворца, а четыре — из музея Императорского стекольного завода.
В XX веке помещения Большого Кремлёвского дворца использовали для проведения переговоров и встреч на высшем уровне, заседаний Совета Союза и Совета Национальностей, а также различных комиссий во время сессий Верховного Совета СССР. В Екатерининском зале проходили награждения передовиков производства, деятелей науки и искусства. Во время Второй мировой войны в Большом Кремлёвском дворце организовывали торжественные встречи с иностранными делегациями. В этот период в стенах Екатерининского зала прошло семнадцать мероприятий. Известно, что среди прочих на этих приёмах присутствовали китайский дипломат Сун Цзывэнь и генерал Дуайт Эйзенхауэр. В августе 1941 года во время бомбардировок Кремля один из снарядов разорвался в Царском дворике. От взрыва пострадали Екатерининский и Кавалергардский залы, комната заседаний Верховного Совета СССР, электрические коммуникации и один из подъездов здания. В 1968-м в Екатерининском зале проходили реставрационные работы, во время которых почистили шёлковую отделку, выполнили экраны для отопительных приборов, воссоздали утраченные бронзовые детали. По состоянию на 2018 год зал не был включён в экскурсионную программу по Большому Кремлёвскому дворцу, так как помещение использовали для встреч президента России с иностранными делегациями и проведения переговоров.

## Интерьер
Прямоугольный Екатерининский зал достигает в длину 21 метр, его ширина составляет 14 метров, высота — 7 метров. Помещение располагается в стороне от ордерной анфилады, в северной части к нему примыкают Ореховая гардеробная, Парадная гостиная и опочивальня. Через Кавалергардскую гостиную с южной стороны зал также соединён с тронным Андреевским залом. Бау-адъютант Михаил Фабрициус так описывал первоначальный вид Екатерининского зала: 
…[в зале] помещается трон её императорского величества под балдахином из малинового бархата, а на спинке тронного кресла — вензель императрицы, начальницы ордена святой великомученицы Екатерины. Стены обтянуты белой шелковой материей и украшены знаками ордена на лентах.
Историк Пётр Бартенев отмечал, что в начале XX века стены помещения отделали муаром орденских цветов — розовым и серебряным. Позднее зал декорировали светло-серебристой муаровой тканью в обрамлении орденской ленты. За исключением воссозданного тканевого убранства отделка зала хорошо сохранилась и почти не реставрировалась. Потолок комнаты представлен крестовидными сводами, опирающимися на два массивных пилона. Освещают помещение три золочёные бронзовые люстры и шесть канделябров из тонкого хрусталя на мраморных подставках. Зал украсили рельефными изображениями ордена святой Екатерины, отличавшимися от оформления других помещений декором из искусственных алмазов. Люнеты стен разделены на три части и отделаны розовым искусственным мрамором. Парадные двери выполнены из палисандра, амаранта, платана и других ценных пород деревьев. Они декорированы позолоченным изображением святой Екатерины, размещённым в серебряном поле. Девиз и знаки награды, инкрустированные искусственными алмазами, тоже украшают стены и двери комнаты. Стукковые работы в помещении были выполнены русскими мастерами.
Пилоны, поддерживающие своды, выделены малахитовыми пилястрами, которые изготовили на заводах предпринимателей Демидовых. Колонны завершаются строгими бронзовыми капителями. По сторонам от входов стены также оформлены идентичными пилястрами, изготовленными на заводе дворян Турчаниновых. Изначально в зале находился трон императриц, помещение не было обставлено мебелью, позднее престол демонтировали, а в комнате разместили стулья и столы в формах позднего классицизма. Сложный геометрический орнамент паркета Екатерининского зала выполнен по рисункам художника Фёдора Солнцева. Рисунок разделён на шесть зон фризом, расположенным между пилонами и по периметру зала. Ромбовидный узор отмечен розетками в местах пересечения, ячейки занимают изображения ордена и крупные розетки с тёмными и светлыми лепестками. Основу композиции составляют трилистники, стилизованные лилии и растительные побеги. В передней части выделяется виньетка с четырьмя заострёнными концами, по бокам от которой вытянутые овалы с двумя остриями. Пространство возле окон выложено светлым деревом с узкими полосками чёрного дуба.